# Harald Hen
Harald Hen (ses också stavat Hein eller Hén), född 1041, död 17 april 1080, var kung av Danmark 1076–1080. 

## Biografi
Harald var en av Sven Estridssons fjorton söner, av vilka fem kom att bli danska kungar. Harald var den äldsta och han fick tillnamnet Hen. Hen (eller Hein) betyder liten slipsten och skulle beskriva kungens milda och fredliga natur. Han dog år 1080 efter att ha regerat i bara fyra år och gravsattes i Dalby kyrka utanför Lund.
Kungen inför en ny lag under sin regeringstid som förbjuder holmgång. I sin plats ville han att de stridande istället uppvisar orsaken till deras konflikt i en domstol. 
Harald fick ett gott eftermäle på båda sidor om Öresund, "en meget retfærdig hersker", förtäljer Roskildekrönikan. Han avskaffade ordalierna, det vill säga de relativt nymodiga inslag i brottmålsrättegångar som införts med kristendomen och byggde på gudsdomar där bland annat den anklagade kunde tvingas gå med glödande järn i händerna för att hans skuld skulle kunna bedömas, så kallad järnbörd.